# Kwesi Browne
Kwesi Browne (né le 31 janvier 1994 à Arima) est un coureur cycliste trinidadien. Il est notamment champion panaméricain de vitesse par équipe en 2018 avec Njisane Phillip et Nicholas Paul.

## Palmarès

### Jeux olympiques
- Tokyo 2020
  - 30e de la vitesse individuelle
  - 9e du keirin

### Championnats du monde
- Hong Kong 2017
  - 17e du keirin (éliminé au repêchage du premier tour)[1]
  - 33e de la vitesse
- Pruszków 2019
  - 12e du keirin

### Jeux panaméricains
- Lima 2019
  -  Médaillé d'or de la vitesse par équipes (avec Njisane Phillip, Keron Bramble et Nicholas Paul)[2]

### Championnats panaméricains
- Aguascalientes 2016
  -  Médaillé de bronze du keirin
- Couva 2017
  -  Médaillé d'argent de la vitesse par équipes
- Aguascalientes 2018
  -  Champion panaméricain de vitesse par équipes (avec Njisane Phillip, Nicholas Paul et Keron Bramble)
  - Quatrième du keirin[3].
- Lima 2022
  -  Champion panaméricain de vitesse par équipes (avec Nicholas Paul et Zion Pulido)
- San Juan 2023
  -  Médaillé d'argent de vitesse par équipes
- Los Angeles 2024
  -  Médaillé de bronze du keirin

### Jeux d'Amérique centrale et des Caraïbes
- Veracruz 2014
  -  Médaillé de bronze du keirin
- Barranquilla 2018
  -  Médaillé d'or de la vitesse par équipes (avec Njisane Phillip et Nicholas Paul)
  -  Médaillé de bronze du keirin
- San Salvador 2023
  -  Médaillé d'argent de la vitesse individuelle
  -  Médaillé de bronze de la vitesse par équipes

### Championnats nationaux
- Champion de Trinité-et-Tobago de vitesse en 2016 et 2022
- Champion de Trinité-et-Tobago de keirin en 2016 et 2022